# Le Jeune Homme et la Mort
Pour l'épisode de série télévisée, voir Capitaine Marleau#Épisode 4 : Le Jeune homme et la mort.

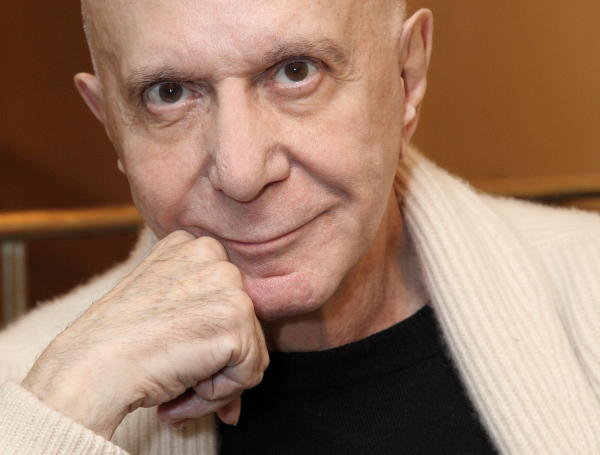
Roland Petit.

Pour le roman policier, voir Le Jeune Homme et la Mort (roman).
Le Jeune Homme et la Mort est un mimodrame en un acte conçu et écrit par Jean Cocteau et chorégraphié par Roland Petit sur une Passacaille de Bach arrangée par Ottorino Respighi. Un jeune et pauvre peintre se suicide à la suite de la rupture avec son amante.

## Genèse

### Suicide d'un ami
Cocteau écrit cette histoire afin de montrer l’angoisse d'un destin tragique que peuvent éprouver certains jeunes et qu'il éprouva lui-même à l'âge de 23 ans la suite de la mort en 1912 de son ami et collaborateur à la revue Schéhérazade Henri Bouvelet. Il veut également par l'écriture combattre sa crainte de la vieillesse, garder son esprit limpide, mais aussi l’affirmer et l’embellir par le spectacle : « Je me suis senti beau par les danseurs, par le décor, par la musique ».

### Mimodrame
Cocteau conçoit cette pièce comme un mimodrame où la pantomime exagère son style jusqu’à aller à celui de la danse. « C’est une pièce muette où je m’efforce de communiquer aux gestes le relief des mots et des cris. C’est la parole traduite dans le langage corporel. Ce sont des monologues et des dialogues qui usent des mêmes vocables que la peinture, la sculpture et la musique » dit-il dans Arguments chorégraphiques.

### Synchronisme accidentel
C’est aussi la première œuvre non-cinématographique dans laquelle il est question de « synchronisme accidentel » : la musique ajoute à l’image une valeur expressive ou émotionnelle, en soutenant les actions ou émotions qui y sont présentées, mais aussi en les contredisant. C’est le chorégraphe Roland Petit qui mettra cette notion en pratique en faisant d’abord travailler les danseurs sur un rythme jazz, puis une fois cet exercice intégré sur une musique classique (ici la Passacaille).

## Scénographie
Cocteau imagine un décor baudelairien opposant beauté et sordide, amour et mort :
- la beauté, avec les peintures accrochées au mur,
- le sordide, évoqué par la misère de l’atelier de peinture, le lit et le pilier en fer, le crépi sale,
- le noble rappelé par la constellation de dates de rendez-vous amoureux inscrits sur le mur exprimant l’amour que porte le jeune homme à sa bien-aimée,
- l’ignoble représenté par certains indice du suicide prochain du peintre, comme la couverture rouge sur le lit, signe de danger, et la corde à nœud coulant attachée à la poutre.

Comme costume, le jeune peintre porte une salopette bleue tachée de peintures multicolores évoquant le costume traditionnel d’Arlequin, et donc un amour fidèle à l’amante mais aussi malheureux.

## Scénario
L'acte se déroule en quatre scènes.
Au début, le jeune homme attend son amoureuse. Il est en proie à l’angoisse, l’énervement, et l’abattement de ne pas la voir arriver : cela se remarque par certains indices, comme la montre qu’il ne cesse de regarder ; ses déplacements incessants sur la scène ; quelques haltes sous la corde qu’il a nouée pour se préparer au suicide ; l’écoute alternée du tic-tac de sa montre, signe de la patience, et du silence de l’escalier, désespérant le jeune peintre.
L'amoureuse entre enfin. Elle est de mauvaise humeur, et tourmente son amant en l’insultant, le violant et le frappant, et montre par-là les diverses phases de sa haine. Celui-ci la menace de se suicider, mais, au lieu de l’en dissuader, elle l’incite à le faire. Il finit par céder à la colère et lui court après, en vain puisqu’elle s’enfuit et lui claque la porte au nez.
Dans sa colère, le peintre casse tous ses meubles. Puis, seul et sans appui, il s’abandonne au désespoir et se pend.
Dans la dernière phase, les décors ont changé, l’intrigue se déroule maintenant sur les toits de Paris, se voulant comme un endroit inatteignable. La Mort, prenant l’apparence de la bien-aimée avec un masque de squelette, s’approche du pendu, qui se dénoue le cou et retombe sur ses pieds, et lui appose son masque sur son visage. Ils s’en vont tous deux vers le lointain.

## Représentations

### Première
La première représentation est donnée le 25 juin 1946 à Paris au théâtre des Champs-Élysées par deux solistes des Ballets des Champs-Élysées, Jean Babilée et Nathalie Philippart. Le ballet rencontre un succès immédiat.

### Reprises
La pièce a fait l'objet d'une adaptation en court-métrage par Roland Petit avec dans les rôles principaux Rudolf Noureev et Zizi Jeanmaire.
Elle entre au répertoire du Ballet de l'Opéra national de Paris le 5 avril 1990.

## Postérité
En 1949, Charles Matton écrit un Jeune Homme et la Mort. Il dessine les costumes et les décors. Son ami José Bartel le met en musique. Le projet est proposé à Ethery Pagava et André Eglevsky, deux danseurs proches de Roland Petit, qui ne peuvent évidemment pas accepter.
Le ballet est le sujet de la pièce de théâtre Histoire(s) qu'Olga de Soto a tiré de ses entretiens avec les spectateurs qui ont assisté à la première, en 1946.

## Annexe

### Sources
1. ↑  Henri Bouvelet
2. ↑  J. Cocteau, Arguments chorégraphiques.
3. ↑  J. Bartel, Faire comme si... Ou l'enrichissante mais peu lucrative balade d'un mec qui avait les dents trop courtes, III, inédit, 2010.